# Ernst Wachler (Politiker)

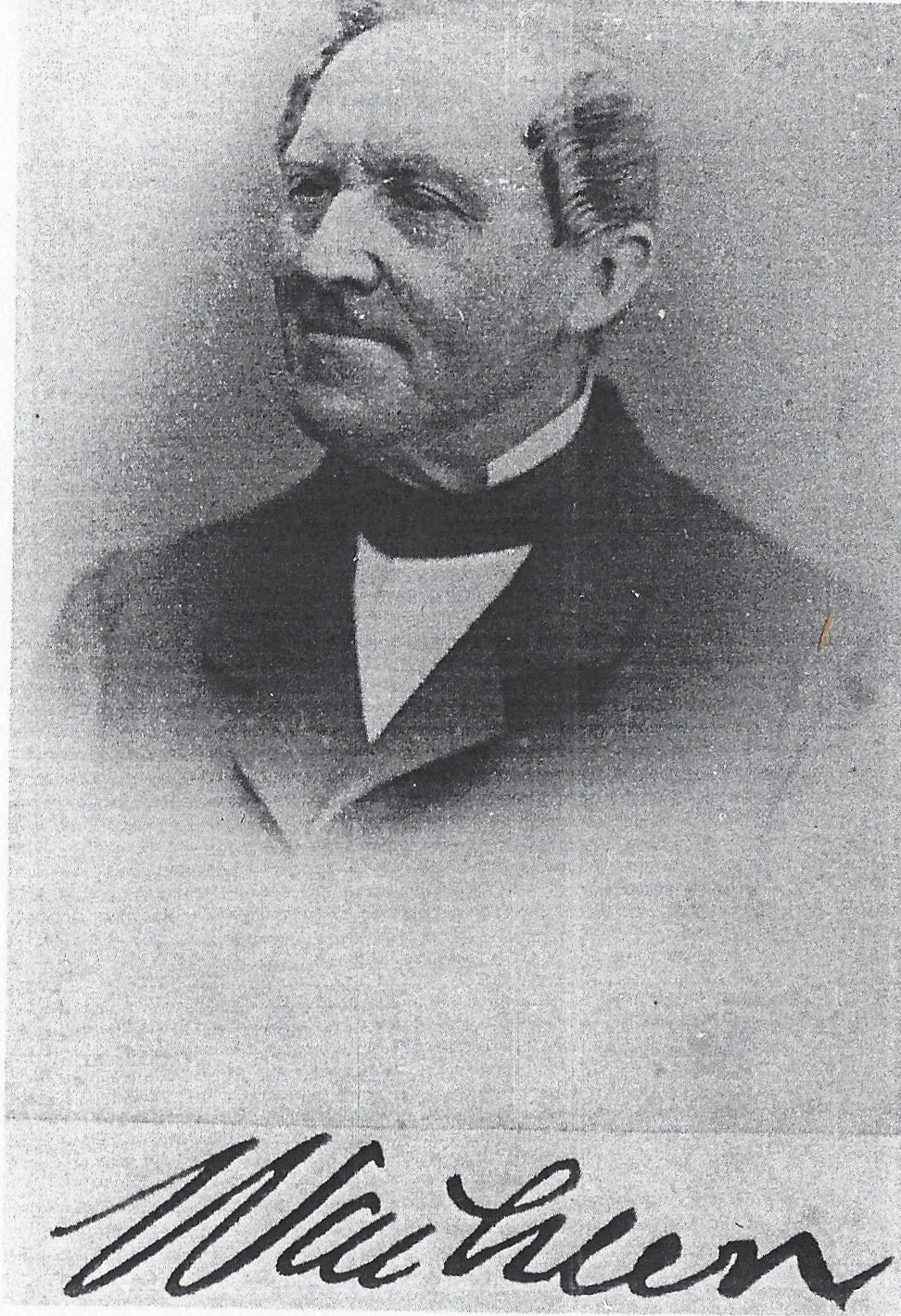
Ernst Wachler

Ernst Wachler (* 15. Januar 1803 in Marburg; † 1. März 1888 in Breslau) war ein deutscher Richter und nationalliberaler Politiker in Breslau.

## Leben
Als Sohn von Ludwig Wachler studierte er von 1821 bis 1824 zunächst Philologie, dann Rechtswissenschaft an der Schlesischen Friedrich-Wilhelms-Universität. 1821 wurde er Mitglied der Alten Breslauer Burschenschaft Arminia. 
Nach dem Studium trat er in den Justizdienst des Königreichs Preußen. Im Jahr 1850 wurde er Kreisgerichtsdirektor in Breslau. Wachler war seit 1841 Stadtverordneter in Breslau. Außerdem gehörte er als Konsistorialrat der General-, Provinzial- und Kreissynode der evangelischen Kirche an. Er gehörte zu den konfessionellen Lutheranern innerhalb der Union, die den Lutherischen Provinzialverein in Schlesien gründeten.
In der Deutschen Revolution 1848/1849 war Wachler Mitglied der Preußischen Nationalversammlung. Zwischen 1849 und 1851 gehörte er der Zweiten Kammer des Preußischen Landtages an. Von 1859 bis 1866 und von 1870 bis 1882 war Wachler Mitglied des Preußischen Abgeordnetenhauses. Er gehörte in dieser Zeit verschiedenen Fraktionen an. Anfangs gehörte er zur Fraktion Vincke, danach zur Rechten (Grabow), später zur Linken und schließlich zur nationalliberalen. Dem Reichstag des Norddeutschen Bundes gehörte er von 1867 bis 1871 an. Wachler war von 1881 bis 1884 Vorstandsmitglied der Nationalliberalen Partei. Er starb im Alter von 85 Jahren im Dreikaiserjahr.
Er war Vater des Richters und Politikers Ludwig Wachler und des Wirtschaftsbeamten Paul Wachler.

## Ehrungen
- Ehrendoktorwürde der Universität Breslau (als Dr. iur. h. c.)
- Ehrenbürgerwürde der Stadt Breslau